# Maja e Çikës
Maja e Çikës (Čika) je hora v jižní Albánii, nejvyšší vrchol pohoří Kanali. Nachází se nedaleko Llogarského průsmyku, jižně od města Vlora a údolí Dukat; severně od Albánské riviéry. Má nadmořskou výšku 2044 m n. m.
Hora se rychle vypíná nad Iónským mořem; ze západní strany od mořského pobřeží se táhne stoupání 2000 m v délce pěti kilometrů. Východně od Maji e Çikës se nachází údolí Shushica. V blízkosti hory se nachází také vrchol Maja e Qorrës s nadmořskou výškou 2018 m. Vrchol hory je pokryt sněhovou pokrývkou mnohdy i v pozdních jarních měsících. Je částečně zalesněný.
Z vrcholku hory je za dobré viditelnosti možné dohlédnout až na druhou stranu Otrantské úžiny do Itálie a na ostrov Korfu.[zdroj?]